# Thong Sala
Thong Sala (thailändisch ท้องศาลา) ist der Hauptort der thailändischen Insel Pha-ngan. Mit rund 5000 Einwohnern ist es die größte Ortschaft der etwa 60 km nordöstlich des Festlandes im Golf von Thailand gelegenen Insel.

## Allgemeines
Etwa die Hälfte der Einwohner Pha-ngans, darunter auch eine kleine chinesische Gemeinde, lebt in Thong Sala. Der Ort im Südwesten der Insel ist deren wirtschaftliches und administratives Zentrum und mit drei Piers der bedeutendste Hafen. Hier befindet sich die einzige Anlegestelle der Fähren vom Festland (Chumphon, Surat Thani) und von der nördlichen Nachbarinseln Tao, sowie Anlegestellen für Fähren von der größeren südlichen Nachbarinsel Samui.
Von wirtschaftlicher Bedeutung ist der Ort als Hauptumschlagplatz für Waren aller Art sowie als Ankunfts- und Abreisestelle zahlreicher Touristen, die von hier mit Songthaews (Sammeltaxis) oder kleinen Fährbooten an die verschiedenen Orte und Strände der Insel weiterreisen.
In Thong Sala befinden sich eine Reihe von Reisebüros, Banken, eine Muay-Thai-Arena, zahlreiche Restaurants und Bars sowie einige Hotels.

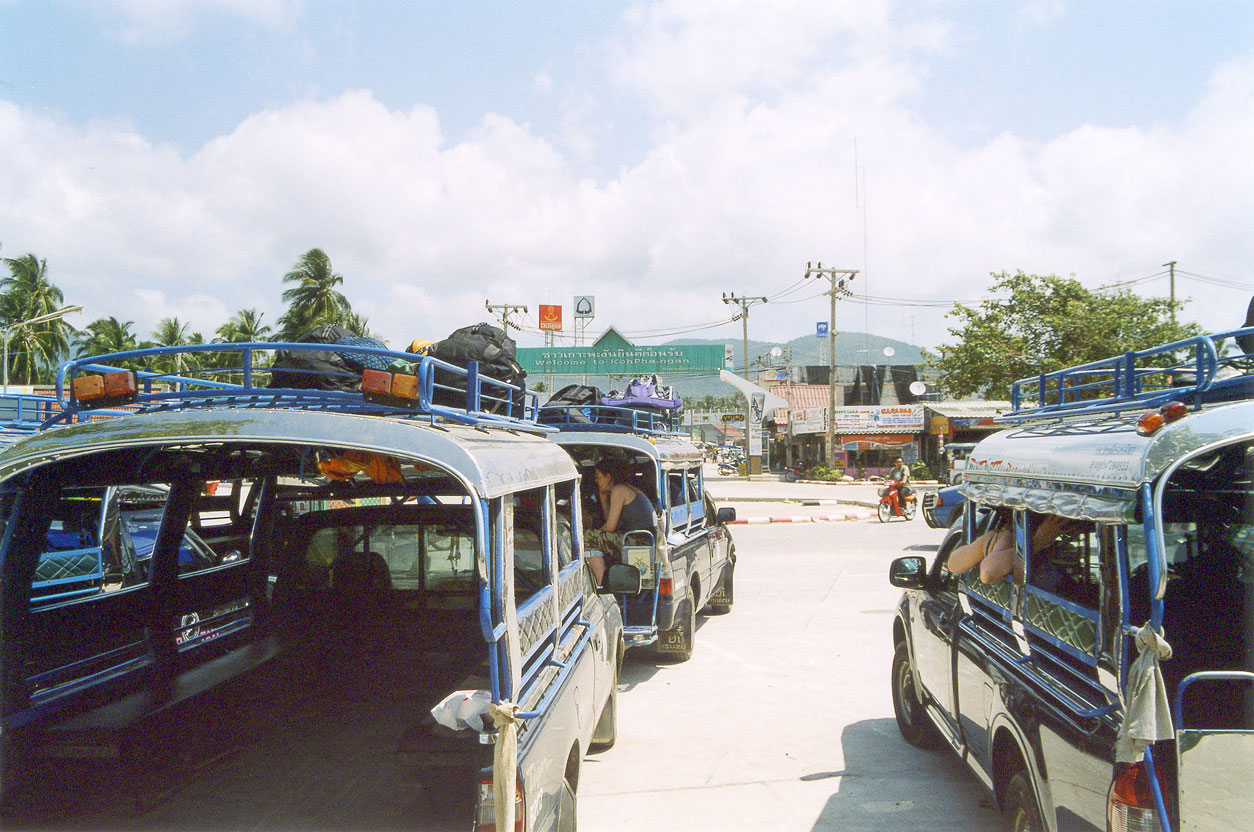
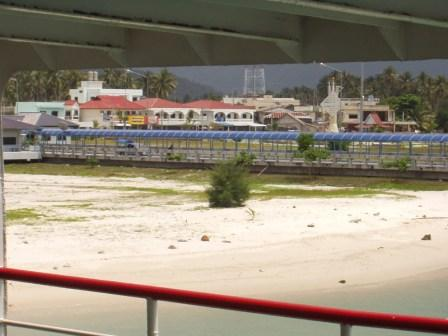